# 撫順路
撫順路是中華人民共和國上海市楊浦區一條東西走向道路，道路西起苏家屯路，东至黃興路，中与鞍山路、铁岭路等道路相交。道路全长960米，宽10.9米至15.3米。道路為沥青路面。道路始建於1953年，路名來自於辽宁省撫順市。